# Fratelli Alinari
Die Fratelli Alinari S. p. A. (deutsch Gebrüder Alinari Aktiengesellschaft) in Florenz ist das nach eigenen Aussagen älteste noch bestehende fotografische Unternehmen der Welt. Es wurde von den 3 Gebrüdern Alinari gegründet, die immer als gemeinsame Autoren ihrer Fotografien auftraten und auch als "Gli Alinari" (die Alinaris) bekannt wurden.

## Geschichte

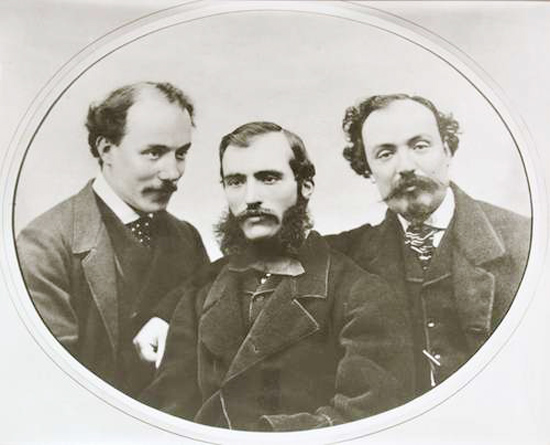
Die Gebrüder Alinari (etwa 1865)

Mit der finanziellen Unterstützung seines Lehrmeisters, des Kupferstechers Giuseppe Bardi, eröffnete Leopoldo Alinari (1832–1865) im Jahr 1852 ein kleines Fotolabor in der Via Cornina (heute Via del Trebbio) in Florenz. 1854 wurden seine beiden Brüder Romualdo Alinari (1830–1890) und Giuseppe Alinari (1836–1890) Partner. Das auf Porträts und Fotografien von Kunstwerken und antiken Denkmälern spezialisierte fotografische Atelier nennt sich von nun an Fratelli Alinari. In demselben Jahr war die Firma Alinari mit acht Fotos in einer Ausstellung im Il Regio Istituto Tecnico di Firenze (Königliches Technisches Institut Florenz) vertreten.
Im folgenden Jahr wurden die Alinaris mit ihrer ersten offiziellen Präsentation auf der Pariser Weltausstellung international bekannt. Im Juli 1855 umfasste der Verkaufskatalog bereits 84 Titel mit Fotos von Florenz, Pisa, Siena und anderen Orten. Im November 1865 starb Leopoldo Alinari unerwartet, so dass sein Bruder Giuseppe allein die künstlerische Richtung des Unternehmens bestimmte. 1888 produzierte man die ersten Lichtdrucke.
Nach dem Tod von Giuseppe und Romualdo Alinari im Jahr 1890 übernahm Vittorio Alinari (1859–1932), der Sohn Leopoldos, die Leitung der Firma. Vittorio Alinari verkaufte 1920 das Unternehmen samt dem Fotoarchiv mit 62.000 Platten und der Marke Fratelli Alinari an eine Gruppe von Adeligen, Intellektuellen und Unternehmern. Die Gruppe, der neben namhaften Persönlichkeiten auch die Bank von Florenz angehörte, brachte die sagenhafte Summe 2,5 Millionen Goldlire auf. Da keiner der Gesellschafter eine Mehrheitsbeteiligung hatte, wurde so quasi das erste öffentliche Kultur-Unternehmen Europas gegründet, das Fratelli Alinari IDEA S. p. A. (IDEA = Istituto di Edizioni Artistiche – Institut für Kunstpublikationen).

## Gegenwart

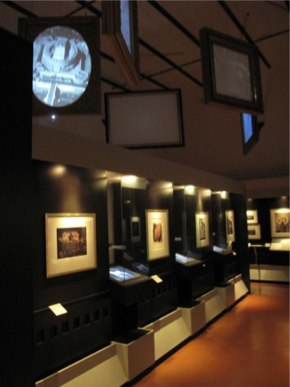
Im Alinari-Museum

Heute ist das Unternehmen spezialisiert auf die zeitgenössische professionelle Fototechnik, es betreibt Museum, Archiv und Verlag. Das Alinari-Archiv besitzt inzwischen mehr als 5,5 Millionen Fotografien aus der ganzen Welt, sowohl in historischen (z. B. Daguerreotypien, Albumindrucke, Vintage Prints, Fotoplatten) als auch modernen Techniken (z. B. Digitalfotografien). Im Jahr 2001 begann Alinari in Zusammenarbeit mit der Universität Florenz mit der Erstellung eines digitalen Archivs mit mehr als 330.000 Bildern. Alinari ist Herausgeber fotografischer Bücher und bietet spezielle Dienstleistungen für Fotoausstellungen an. Eigene und fremde fotografische Bestände können im unternehmenseigenen Restaurierungslabor konserviert oder restauriert werden. Es werden historische Fotos aus dem Besitz öffentlicher Archive und Bibliotheken, aber auch von Unternehmen und Privatpersonen bearbeitet.
Außerdem stellt Alinari Kunstdrucke her. Zu diesem Zweck betreibt das Unternehmen eine der weltweit letzten Lichtdruckwerkstätten. In limitierter Auflage werden dort eine Vielzahl qualitativ hochwertiger Reproduktionen von bedeutenden Künstlern hergestellt und vertrieben.
Eine ständige Ausstellung zur Geschichte der Fotografie zeigt das Alinari Nationalmuseum der Fotografie, ital. Museo Nazionale Alinari della Fotografia (MNAF). Es befindet sich im ehemaligen Hospital San Paolo auf der Piazza Santa Maria Novella in Florenz.
Im September 2007 gründete die Fratelli Alinari S. p. A. zusammen mit der Wirtschaftstageszeitung Il Sole 24 Ore das Joint Venture Alinari 24 ORE, um das kulturelle Erbe von Florenz und eines der wichtigsten fotografischen Archive der Welt zu bewahren.

## Galerie historischer Fotos

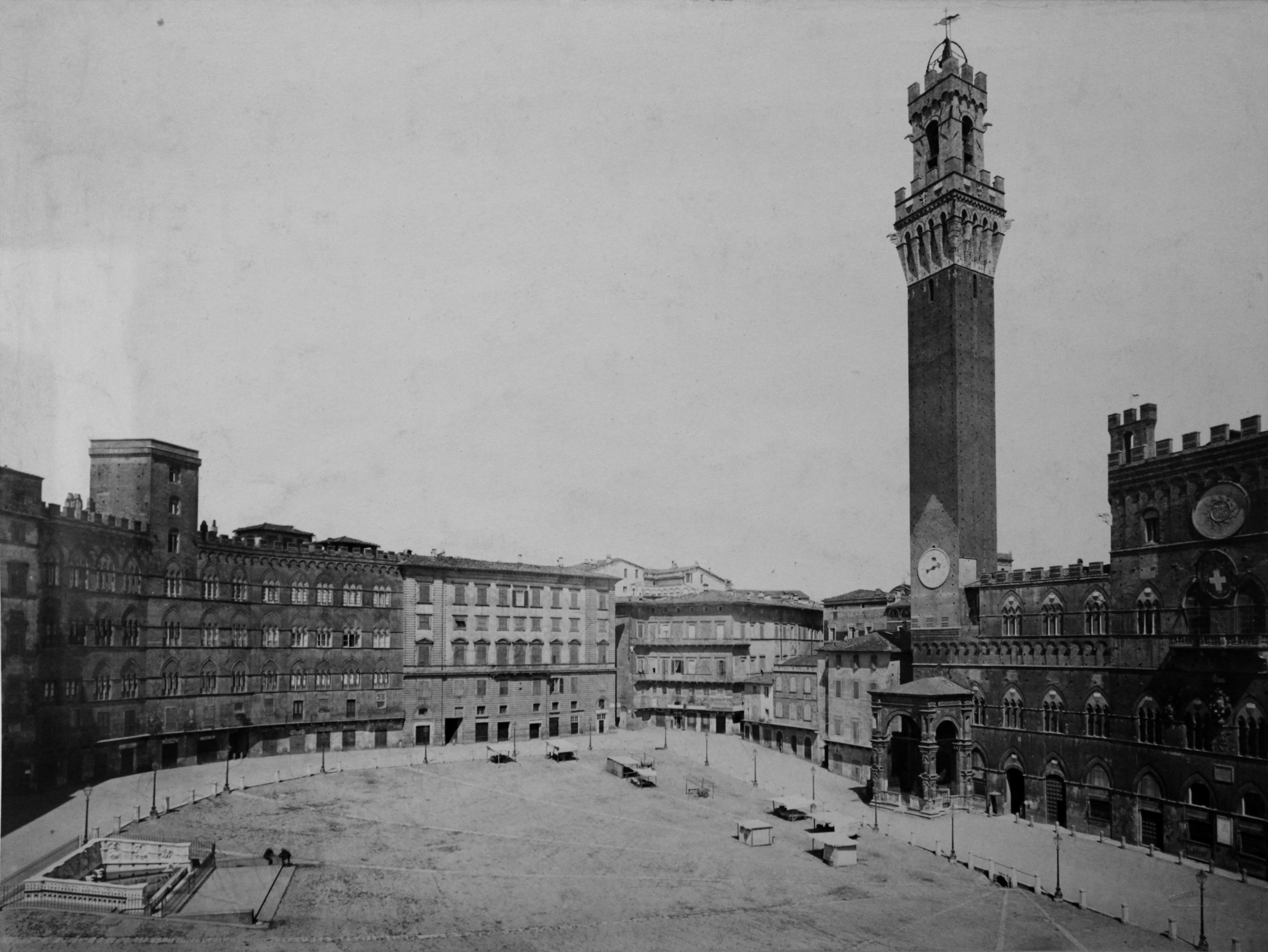
Siena, Piazza del Campo, 1870
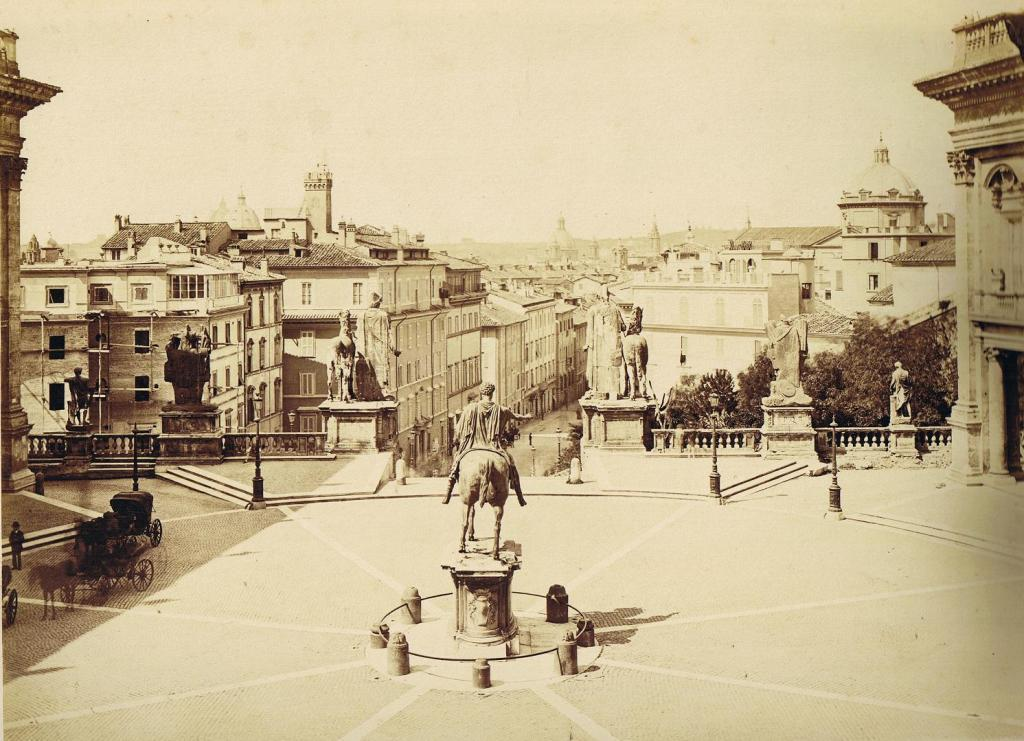
Statue von Mark Aurel, Piazza Capitolino, Rom, 19 × 25 cm, Albumindruck, 1875
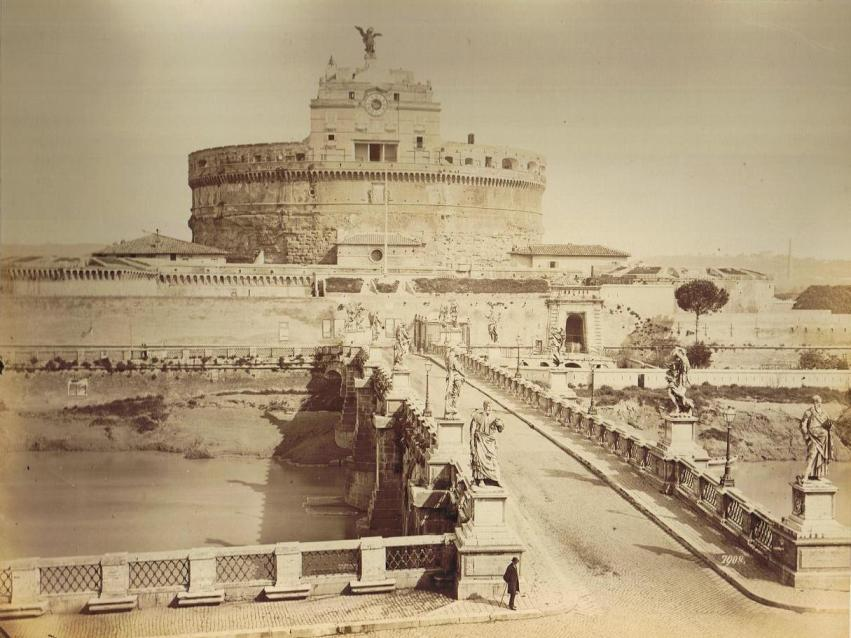
Castello e ponte S. Angelo, Rom, 19,3 × 26 cm, Albumindruck, 1878
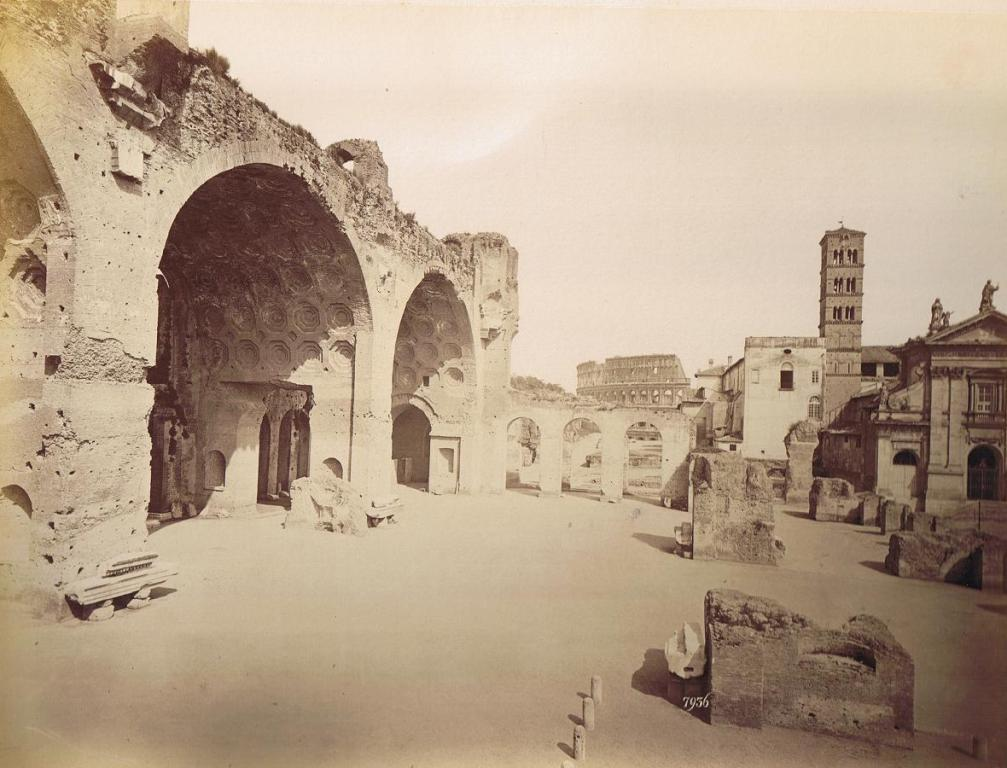
Basilica di Constantino, Rom, 19,2 × 25 cm, Albumindruck, 1878
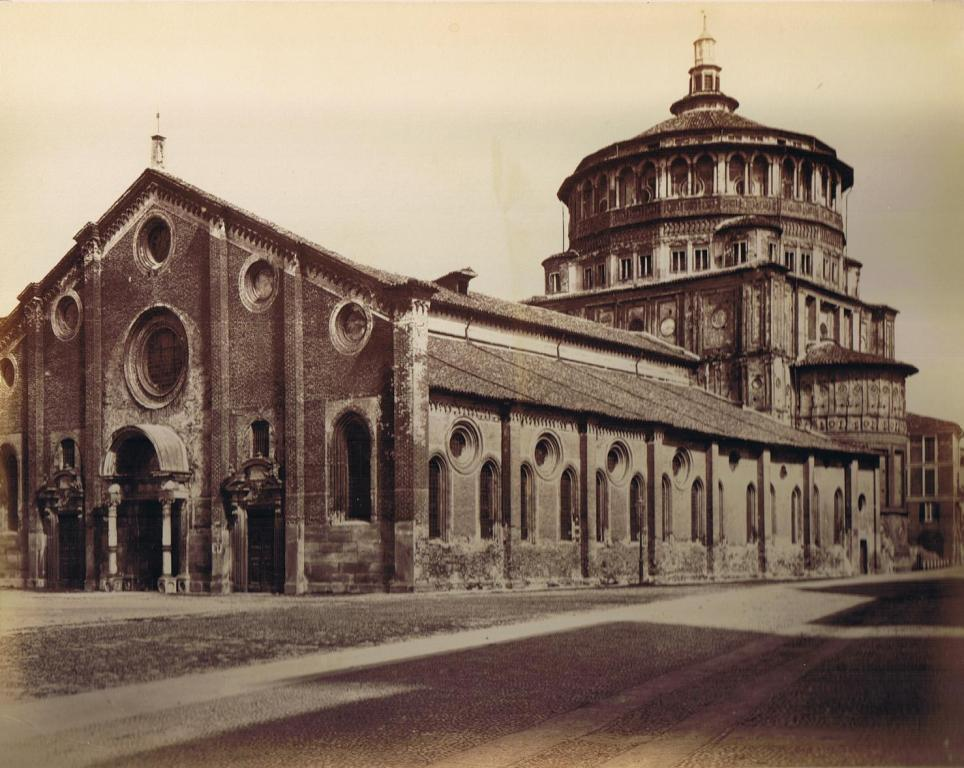
S. Maria delle Grazie, Mailand, 19,7 × 25,2 cm, Albumindruck, 1880–1890
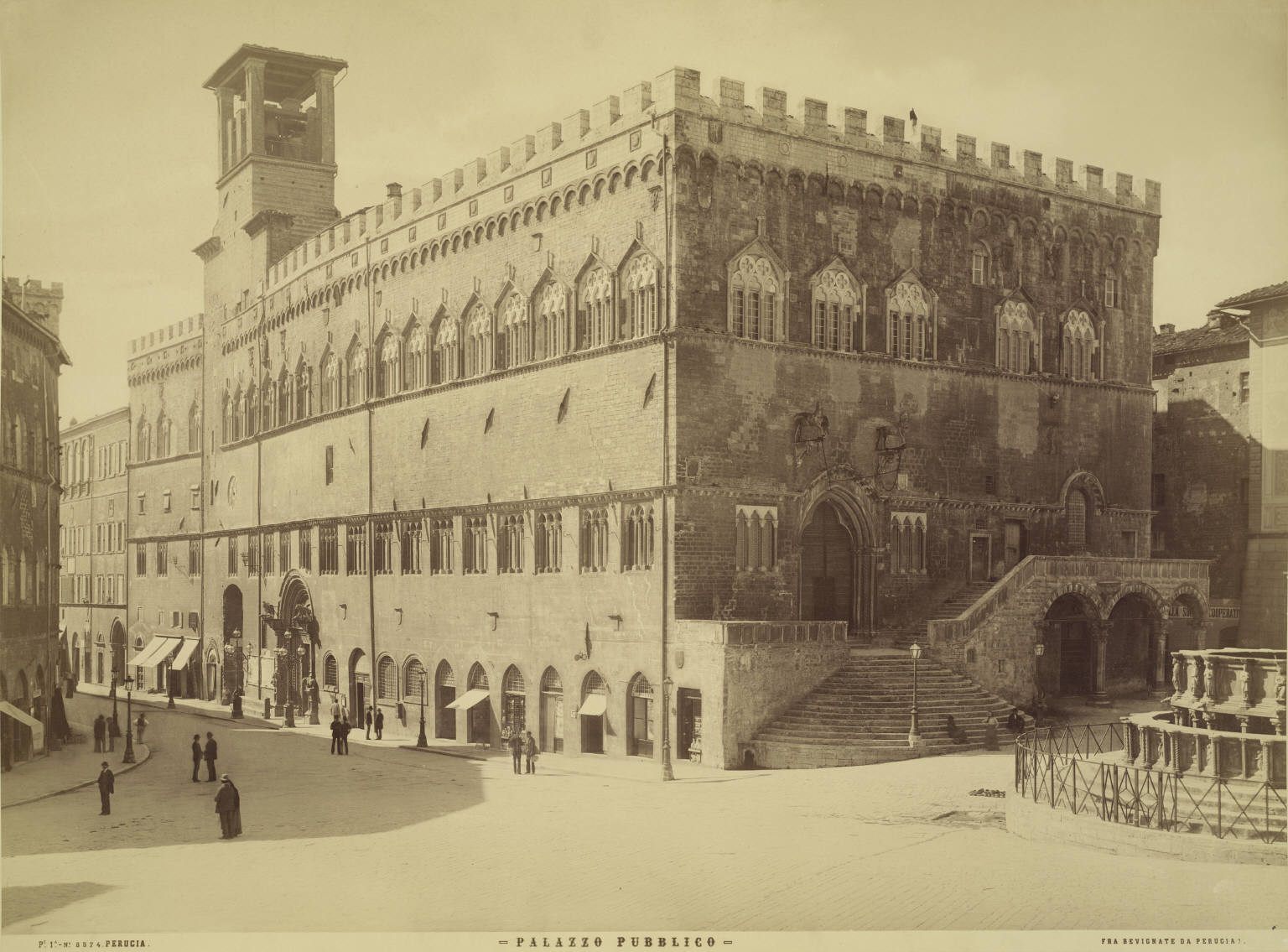
Palazzo Pubblico, Perugia, 42,9 × 57,8 cm, Albumindruck, um 1895